# Knud Millech
Knud Herman August Millech (18. april 1890 i København – 5. august 1980 smst) var en dansk arkitekt, der primært arbejdede som arkitekturhistoriker og arkivar. Han indledte indsamlingen og organiseringen af Samlingen af Arkitekturtegninger under Kunstakademiets Bibliotek (nu Danmarks Kunstbibliotek).
Han blev overordentligt medlem af Akademisk Arkitektforening 1940, modtog 21. november 1954 Akademisk Arkitektforenings æresmedalje og blev samme år Ridder af Dannebrog. Millech blev 1979 æresmedlem af Det Kongelige Akademi for de Skønne Kunster.
Han er begravet på Vestre Katolske Kirkegård.

## Udvalgte udgivelser
- (sammen med Kay Fisker), Danske arkitekturstrømninger 1850-1950. En arkitekturhistorisk undersøgelse, København: Østifternes Kreditforening 1951 (genoptryk 1977).
- J.D. Herholdt og Universitetsbiblioteket i Fiolstræde, København: Erik Paludan 1961.
- Danmarks bygningskunst fra oldtid til nutid, København: H. Hirschsprungs Forlag 1963.
- Statens civile bygningsadministration: Tegningssamlingen 1738-ca. 1917, Foreløbige arkivregistraturer. Ny serie, 12, København: Rigsarkivet 1976.
- bidrag til Weilbachs Kunstnerleksikon, 3. udg. 1947-52, og Dansk Biografisk Leksikon, 2. udg. 1933-44.